# FIAV C.A.
FIAV C.A. est l'acronyme de Fabrica Industrial Automòviles Venezuela, C.A.. Il s'agit d'un constructeur automobile vénézuélien, dont le siège est à Caracas et le site de production à La Victoria.

## Histoire
FIAV a été créée en 1962 par Gaetano Di Mase, un fils d'émigrant italien, qui a obtenu le diplôme d'ingénieur en génie civil à l'université de Caracas en 1945. À partir de 1954, il est devenu importateur des produits du groupe Fiat : automobiles, camions et matériel agricole.
Au début des années 1960, le gouvernement vénézuélien décrète l'interdiction d'importer des véhicules entièrement finis dans le pays. Tous les constructeurs présents avec un réseau d'importateurs doivent alors trouver un partenaire local pour assurer l'assemblage local avec une part de composants locaux.
La famille Di Mase, avec l'aide du constructeur italien Fiat s'engage avec un contrat d'exclusivité et crée la "Fabrica Industrial Automotores Venezuela C.A." pour assembler, dans la nouvelle usine construite à cet effet à La Victoria, les automobiles, fourgons, camions et tracteurs agricoles de marque Fiat.
Outre cette société, Di Mase crée les sociétés de service liées à cette activité :
- Coinave C.A. pour la vente à crédit des camions,
- Finanziaria Creditos Fivita C.A. pour les crédits automobiles des particuliers
- Distribuidora Di Mase, société holding regroupant les filiales et concessions directes ainsi que le réseau d'assistance couvrant le pays.

À partir de 1975, Fiat Group Italie négocie l'achat de 40 % du capital de la société pour arriver à 100 % en 1986. La société prend alors la dénomination Fiat Automoviles Venezuela C.A..
De nombreux modèles Fiat Venezuela ont été exportés montés ou en CKD vers la Colombie et le Chili pour y être assemblés localement.
En fin d'année 1999, aucun assembleur local ne résiste à la crise qui frappe le pays et Fiat, comme tous ses concurrents, arrête ses activités d'assemblage. Les sociétés créées par Di Mase avaient progressivement été cédées à "Comercializadora Todeschini", qui devient l'importateur officiel de toutes les marques du groupe : Fiat Auto et Alfa Romeo. L'usine de La Victoria est intégrée dans le groupe Iveco, la société FIAV est renommée Iveco Venezuela.
Fiat Automobiles reprend pied au Venezuela après le rachat de Chrysler en 2013 et la création de FCA Automobiles qui englobe l'ex usine Chrysler de Carabobo à Valencia où sont assemblés les modèles Jeep Cherokee et Grand Cherokee et la Fiat Siena rebadgée Dodge Forza. Faute d'absence de marché local à la suite de la crise que traverse le pays, où les ventes se sont écroulées à moins de 100 unités annuelles, l'assemblage d'automobiles a été provisoirement suspendu en mars 2014.
Depuis 1999, l'ex usine Fiat de La Victoria continue ses activités d'assemblage, mais uniquement de camions qui portent le nom IVECO depuis 1981. À la suite de la grave crise économique qui a ressurgi dans le pays à partir de 2013 après l'arrivée au pouvoir de Nicolás Maduro, avec l'inflation la plus élevée au monde sur les 4 années qui suivirent (estimée à environ 2616% pour 2017), l'industrie automobile vénézuélienne est à quasiment l'arrêt. La production a chuté de 91% entre 2012 et 2016 et de 99% entre 2016 et 2017. En 2014, Iveco avait fabriqué 636 véhicules dont 385 minibus alors qu'en 2012 sa production s'élevait à 2.199 véhicules, soit 68% du total national.

## Les modèles automobiles assemblés par FIAV
- Fiat 124
- Fiat 238
- Fiat 131 Mirafiori et SuperMirafiori.
- Fiat 132
- Fiat 147
- Fiat Ritmo - Fiat Regata
- Fiat Tempra
- Fiat Tipo
- Fiat Uno - Fiat Premio
- Fiat Palio

## Les modèles de camions assemblés:Fiat V.I.puis IVECO
- Fiat 619N
- OM 150 - OM 260
- Fiat 643EP
- Fiat 170/190
- Fiat 693N7 Super
- Pegaso 1089 - 3089 - 2081
- Daily 59.12
- EuroTrakker
- EuroCargo
- EuroTech
- Vertis
- Stralis 490S38T - 570S42T & 740S42TZ
- Trakker 380T38 et 720T42T
- EuroCargo 2e génération 170E22 - 260E25
- Tector
- Power Daily 50.12
- Châssis minibus Daily 70C16HD
- Châssis autobus EuroCargo CC 118E22 et 170E22